# Форпик

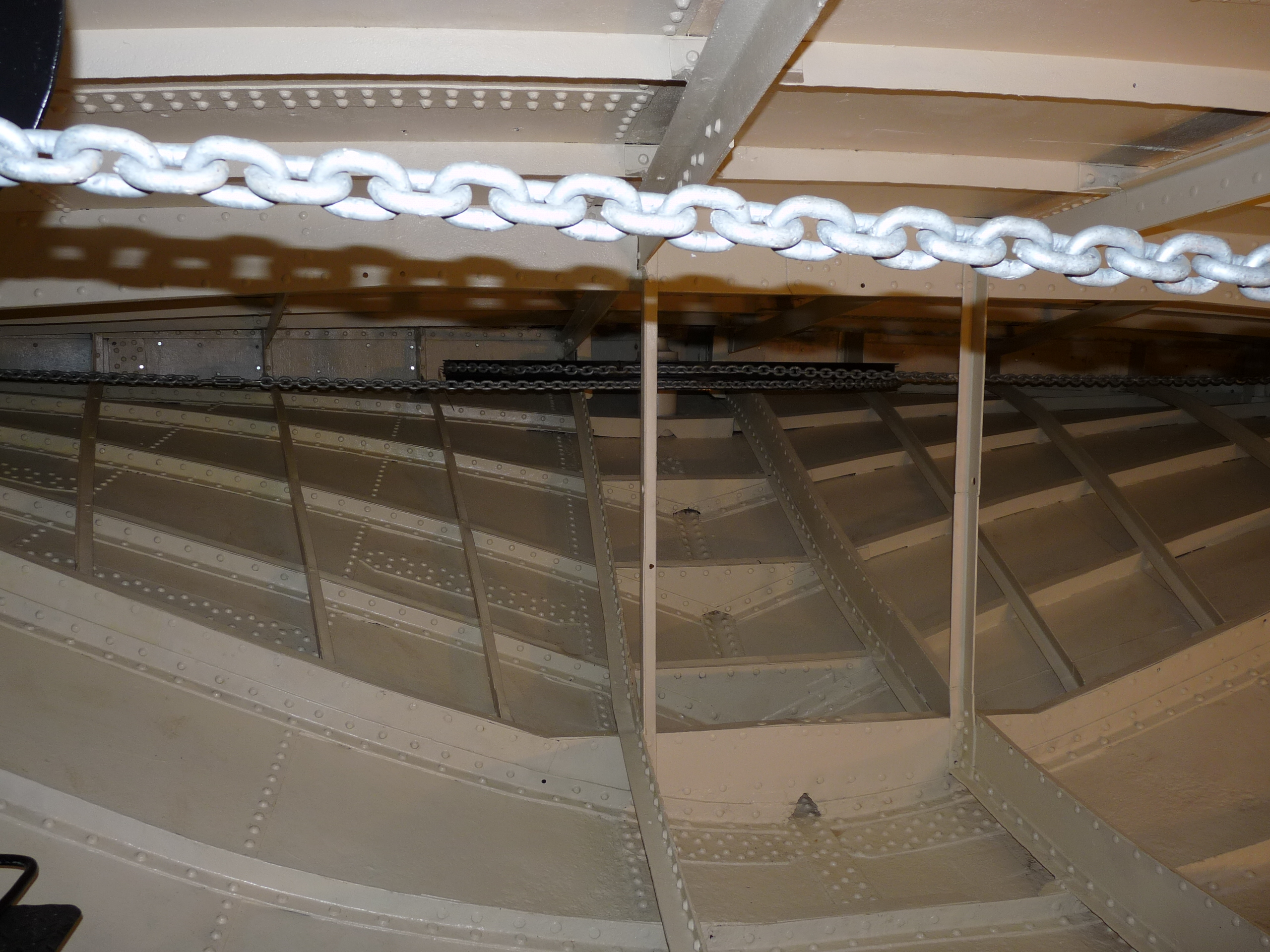

Форпи́к (нидерл. voorpiek, англ. forepeak) — отсек основного корпуса судна между форштевнем и первой («таранной») переборкой, крайний носовой отсек судна. Обычно служит для размещения грузов или водяного балласта.
Форпик не следует путать с баком.